# پارک شبه‌ملی ایشیزوچی
پارک شبه‌ملی ایشیزوچی (به لاتین: Ishizuchi Quasi-National Park) یک پارک شبه‌ملی و منطقهٔ مسکونی در ژاپن است که در استان اهیمه واقع شده‌است.